# Seznam přezdívek pražských staveb
Mezi přezdívky pražských staveb patří:

## Stavby
- Bastila
  - Justiční areál Na Míčánkách
  - Vazební věznice Praha Ruzyně
- Bílý dům – budova Úřadu MČ Praha 8 v Libni, původně určená pro sídlo KSČ
- Bunkr – brutalistní Budova banky ve Štefánikově ulici od architekta Karla Pragera
- Český globus[1] – Libeňský plynojem
- Čurak – Český institut informatiky, robotiky a kybernetiky (pouze lidově označován jako Český ústav robotiky a kybernetiky, od toho iniciálová zkratka)
- Debilák[2] – Dům bytové kultury u stanice metra Budějovická
- Drákulov – budova Pražské správy sociálního zabezpečení v Libni (návrh: Jovan Jovanovič, 1974)[3]
- Fučíkárna (též Julda Fulda)[4] – Výstaviště Praha (dříve Park kultury a oddechu Julia Fučíka)[5]
- Husákův prst (též Žižkovská šaltpáka, Žižkovský Bajkonur[6], Jakešova šaltpáka[7]) – Žižkovský vysílač
- Kachlíkárna[8]
  - budova Policie ČR v Bartolomějské ulici (dříve sídlo a obávaná vyšetřovna StB)
  - budova Ministerstva vnitra na Letné
  - budova Elektrických podniků hlavního města Prahy z roku 1935 v Holešovicích (dnes kulturní dům Vltavská)
  - Dům odborových svazů
- Kajka – vysokoškolská kolej Kajetánka, Břevnov
- Kárák, OC Jiřího Káry[9] – Centrum Stromovka
- Lední medvěd – plánovaná budova Line na Vítězném náměstí[10]
- Lidojem či Pakul[11] – Kongresové centrum Praha, Nusle[12], též obecné označení pro panelák
- Molochov – komplex obytných domů na Letné[13]
- Mordor – Centrální dispečink DPP na Praze 2 či bývalá Ústřední telekomunikační budova na Praze 3
- Ollok – Dům bytové kultury nad stanicí metra Budějovická, vzniklo špatným čtením písmen dbk loga domu[14]
- ostrov Svatého Pankráce – Vazební věznice Praha Pankrác
- Pakul – Kongresové centrum Praha, Palác kultury, Nusle[12]
- Pečkárna – Petschkův palác, za války sídlo gestapa, nyní sídlo Ministerstva průmyslu a obchodu[15]
- Růžový dort – Hotel Don Giovanni Prague[16]
- sídliště Obušek / sídliště Na Obušku – sídliště ve starém Břevnově[17]
- Stalinův dort – Hotel International v Praze 6[18]
- U Pražského Jezulátka – malostranský kostel Panny Marie Vítězné a svatého Antonína Paduánského podle proslulé sošky
- Údolí dutých hlav – původně sídlo pohotovostního útvaru Veřejné bezpečnosti, dnes Vyšší policejní škola[19]
- Větrák – vysokoškolská kolej Na Větrníku, Petřiny
- Vokovická Sorbonna – Vysoká škola politická ústředního výboru Komunistické strany Československa
- Zlatá kaplička – hlavní budova Národního divadla[20]

## Dopravní stavby
- Bejčkovo náměstí – zastávka tramvaje Spořilov, smyčka Spořilov
- Husákovo ticho – Těšnovský tunel pro automobilovou dopravu od Těšnova k Františku[21]
- Kulaťák – Vítězné náměstí, náměstí s velkým kruhovým objezdem uprostřed, Dejvice a Bubeneč
- Most inteligence – železniční Branický most, podle příslušníků inteligence, kteří v padesátých letech 20. století na stavbě nuceně pracovali
- tunel Pavel – Tunelový komplex Blanka
- Želva – křižovatka a okolí autobusové točny u stanice metra Želivského

## Urbanistické celky
- Jižák/Jižňák – sídliště Jižní Město

## Ulice
- MAFRA Plaza - náměstíčko v ulici Karla Engliše, sídlo vydavatelství MAFRA Anděl Media Centrum
- náměstíčko JUDr. Pavla Tumy - křižovatka ulic Příběnická a Řehořova[22]